# Clubding
Clubding ist eine Musikspezialsendung der SR-Jugendwelle UnserDing, die jeden Montag von 22:00 Uhr bis 00:00 Uhr ausgestrahlt wird. Zu hören ist die Sendung auch im Programm des SWR-Jugendsenders DASDING.
Clubding beschäftigt sich seit dem Sendestart am 3. April 2000 mit elektronischer Musik und ihren Machern.
In der Sendung läuft Drum and Bass, Electro, Downbeat, Triphop und House.
Die Sendung ClubDING ist in zwei Teile aufgeteilt: Von 21:00 – 22:00 Uhr geht es um Musikthemen, ab 22 Uhr legt ein DJ auf.

## Moderatoren
- Sascha Baron – April 2000 bis September 2000
- Johannes Büchs – September 2000 bis August 2002
- Florian Schumacher – August 2002 bis September 2006, seit Ende 2012
- Eric Dessloch – Oktober 2006 – Februar 2007
- Frank Falkenauer – Februar bis März 2007

Ins Leben gerufen wurde Clubding „soundz of the underground“ von Chantal Tessmann. Sie war von 2000 bis 2005 die Chefredakteurin für Inhalt und Musik.